# Schifo (Schneider)
Schifo (ted.: Dreck) è un monologo teatrale del 1993 dello scrittore e drammaturgo austriaco Robert Schneider.
La prima rappresentazione assoluta fu al Thalia Theater di Amburgo il 10 gennaio 1993. In Italia è stato portato in scena, col titolo Dreck - Schifo dall'attore Graziano Piazza con la regia di Cesare Lievi. La prima fu al Festival internazionale dell'attore di Parma nel 1997.

## Trama
Sad è uno studente iracheno, fuggito dal suo paese per evitare di andare sotto le armi durante la prima guerra del Golfo. Rifugiatosi in una città della Germania, per sopravvivere vende rose.
È uno straniero, per di più clandestino, e racconta, seduto sulla sedia che è la sua casa, il suo essere diverso in una realtà che non lo accetta. Con sarcasmo dolente accetta di essere considerato schifoso, dà ragione a chi - per razzismo - lo rifiuta. Finisce per giustificare chi lo emargina, condannandolo ad una fine tragica, pur di essere accettato. 

## Pubblicazioni
L'opera fu stampata in Germania dalla casa editrice Reclam nel 1993 (ISBN 3379014699).
La versione in lingua italiana è invece uscita per i tipi della casa editrice AER nel 1995 (ISBN 888655740X).